# Liste der Naturdenkmale in Ferschweiler
Die Liste der Naturdenkmale in Ferschweiler nennt die im Gemeindegebiet von Ferschweiler ausgewiesenen Naturdenkmale (Stand 4. April 2024).

## Naturdenkmale
| Nr.         | Bezeichnung                                    | Lage                           | Beschreibung                  | Bild                                    |
| ----------- | ---------------------------------------------- | ------------------------------ | ----------------------------- | --------------------------------------- |
| ND-7232-462 | Traueresche im Garten hinter dem Hause Schmitz | Hochstraße, hinetr Nr. 11 Lage | Fraxinus excelsior f. pendula | Direkt Bild zu diesem Denkmal hochladen |